# Marie-Ève Pelletierová
Marie-Ève Pelletierová (* 18. května 1982, Québec, Kanada) je současná kanadská profesionální tenistka. Jejím nejvyšším umístěním na žebříčku WTA ve dvouhře bylo 106. místo (20. červen 2005) a ve čtyřhře 63. místo (1. únor 2010). Na okruhu WTA dosud nevyhrála žádný turnaj. Na okruhu ITF zvítězila na 2 turnajích ve dvouhře a 13 turnajích ve čtyřhře.

## Finálové účasti na turnajích WTA (0)
Žádného finále na WTA se neúčastnila.

## Vítězství na okruhu ITF (15)

### Dvouhra (2)
| Č. | Datum           | Turnaj         | Dotace   | Povrch | Soupeřka ve finále     | Výsledek      |
| 1. | 7. květen, 2000 | Virginia Beach | 25 000 $ | antuka | Rossana de los Ríosová | 7-6(5), 6-2   |
| 2. | 30. leden, 2005 | Waikoloa       | 50 000 $ | tvrdý  | Hana Šromová           | 4-6, 6-1, 6-4 |

### Čtyřhra (13)
| Č.  | Datum             | Turnaj          | Dotace    | Povrch    | Partnerka           | Soupeřky ve finále                        | Výsledek         |
| 1.  | 1. srpen, 1999    | Baltimore       | 10 000 $  | tvrdý     | Lauren Kalvariová   | Candice de la Torreová Nadia Johnstonová  | 7-6(5), 6-3      |
| 2.  | 29. leden, 2006   | Waikoloa        | 50 000 $  | tvrdý     | Čchin-wej Čchanová  | Julie Dittyová Lilia Osterlohová          | 7-5, 4-6, 6-2    |
| 3.  | 7. květen, 2006   | Charlottesville | 50 000 $  | antuka    | Sunitha Raová       | Maria Fernanda Alvesová Lilia Osterlohová | 6-7(6), 6-2, 6-3 |
| 4.  | 2. červenec, 2006 | Perigueux       | 25 000 $  | antuka    | Monique Adamczaková | Nina Bratčikovová Ljudmila Skavronská     | 6-3, 6-4         |
| 5.  | 7. říjen, 2006    | San Luis Potosí | 25 000 $  | tvrdý     | Monique Adamczaková | Maria José Argeriová Carla Tieneová       | 6-7(2), 6-4, 6-4 |
| 6.  | 1. červen, 2007   | Galatina        | 25 000 $  | antuka    | Eva Hrdinová        | Stefania Chieppová Daria Kustovová        | 6-1, 7-6(4)      |
| 7.  | 29. červen, 2007  | Perigueux       | 25 000 $  | antuka    | Eva Hrdinová        | Julia Bejgelzimerová Jevgenia Savranská   | 3-6, 7-5, 6-1    |
| 8.  | 4. srpen, 2007    | Vancouver       | 50 000 $  | tvrdý     | Stéphanie Duboisová | Agustina Leporeová Soledad Esperonová     | 6-4, 6-4         |
| 9.  | 9. září, 2007     | Denain          | 75 000 $  | antuka    | Eva Hrdinová        | Timea Bacsinszká Karolina Kosińská        | 6-3, 6-2         |
| 10. | 18. květen, 2008  | Saint-Gaudens   | 50 000 $  | antuka    | Sie Šu-wej          | Aurélie Vedyová Chanelle Scheepersová     | 6-4, 6-0         |
| 11. | 18. říjen, 2008   | Toronto         | 50 000 $  | tvrdý (h) | Stéphanie Duboisová | Nikola Franková Carmen Klaschková         | 6-4, 6-3         |
| 12. | 3. květen, 2009   | Cagnes-Sur-Mer  | 100 000 $ | antuka    | Julie Coinová       | Anna Tatišviliová Erika Krauthová         | 6-4, 6-3         |
| 13. | 1. listopad, 2009 | Poitiers        | 100 000 $ | tvrdý (h) | Julie Coinová       | Marta Domachowska Michaëlla Krajiceková   | 6-3, 3-6, 10-3   |

## Fed Cup
Marie-Ève Pelletierová se zúčastnila 26 zápasů ve Fed Cupu za tým Kanady s bilancí 8-8 ve dvouhře a 13-4 ve čtyřhře.

## Postavení na žebříčku WTA na konci sezóny

### Dvouhra
| Rok    | 1998 | 1999   | 2000   | 2001   | 2002   | 2003   | 2004   | 2005   | 2006   | 2007   | 2008   | 2009   |
| Pořadí | 669. | ▲ 611. | ▲ 210. | ▲ 171. | ▲ 159. | ▼ 191. | ▲ 147. | ▲ 144. | ▼ 256. | ▲ 158. | ▼ 286. | ▼ 426. |

### Čtyřhra
| Rok    | 2001 | 2002   | 2003   | 2004   | 2005   | 2006   | 2007   | 2008  | 2009  |
| Pořadí | 196. | ▼ 211. | ▼ 219. | ▼ 230. | ▼ 240. | ▲ 139. | ▼ 141. | ▲ 95. | ▲ 66. |